# Yang Yu (calciatore)
Yang Yu (楊宇T, 杨宇S, Yáng YǔP; Shenyang, 18 aprile 1985) è un calciatore cinese, centrocampista del Qingdao Huanghai.